# Ubuntu Studio
Ubuntu Studio es una distribución GNU/Linux basada en Kubuntu, que a su vez, está basada en Ubuntu. Está orientada a la edición multimedia profesional de audio, video y gráficos.

## Características principales

### Kernel
El kernel en tiempo real., incluido por primera vez con Ubuntu Studio 8.04, fue modificado para trabajos intensivos de audio, video o gráficos. La versión 8.10 de Ubuntu Studio carece de este kernel en tiempo real. Se volvió a implementar en la versión 9.04. Ubuntu Studio 10.04, por el contrario, no incluye el kernel en tiempo real de forma predeterminada. Desde de la versión 10.10 de Ubuntu Studio, el kernel en tiempo real ya no está disponible en los repositorios.
A partir de Ubuntu Studio 12.04, el kernel predeterminado es linux-lowlatency, el cual es un kernel genérico de Ubuntu modificado para permitir un funcionamiento estable para aplicaciones de audio con latencias más bajas. Dado que se ha implementado gran parte del parche en tiempo real, y considerando las dificultades para mantener linux-rt, Ubuntu Studio decidió usar linux-lowlatency junto con el kernel genérico de Ubuntu como segunda opción en el booteo.

### Escritorio
Utilizaba GNOME como entorno de escritorio hasta la versión 11.04, desde de la versión 11.10 hasta la versión 20.04 utilizaba el entorno Xfce, a partir de la versión 20.10 utiliza el entorno KDE Plasma 5
Incluye el software de ofimática Libreoffice, programas de edición de audio y vídeo, además de otros plugins de audio.
Al estar basado en Ubuntu, sólo existe versión en 64 bits.

## Paquetes

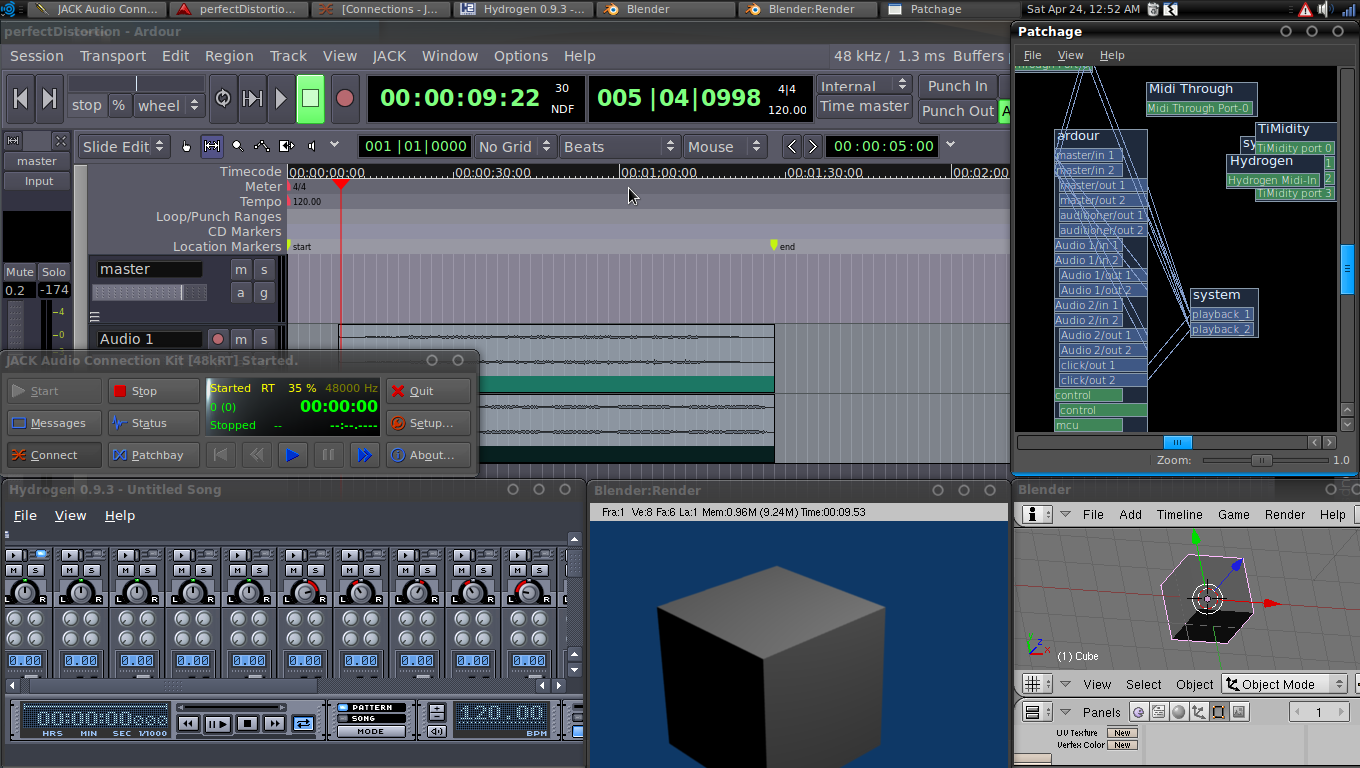
Ubuntu Studio 9.10

## Historial de lanzamientos
| Versión | Bash                 | Fecha de lanzamiento  |
| ------- | -------------------- | --------------------- |
| 7.04    | Feisty Fawn          | 11 de mayo de 2007    |
| 7.10    | Gutsy Gibbon         | 18 de octubre de 2007 |
| 8.04    | Hardy Heron          | 24 de abril de 2008   |
| 8.10    | Intrepid Ibex        | 30 de octubre de 2008 |
| 9.04    | Jaunty Jackalope     | 23 de abril de 2009   |
| 9.10    | Karmic Koala         | 29 de octubre de 2009 |
| 10.04   | Lucid Lynx           | 29 de abril de 2010   |
| 10.10   | Maverick Meerkat     | 10 de octubre de 2010 |
| 11.04   | Natty Narwhal        | 26 de abril de 2011   |
| 11.10   | Oneiric Ocelot       | 10 de octubre de 2011 |
| 12.04   | Precise Pangolin LTS | 26 de abril de 2012   |
| 12.10   | Quantal Quentzal     | 12 de octubre de 2012 |
| 13.04   | Raring Rintail       | 25 de abril de 2013   |
| 13.10   | Saucy Salamander     | 17 de octubre de 2013 |
| 14.04   | Trusty Tahr LTS      | 17 de abril de 2014   |
| 14.10   | Utopic Unicorn       | 23 de octubre de 2014 |
| 15.04   | Vivid Vervet         | 22 de abril de 2015   |
| 15.10   | Willy Werewolf       | 22 de octubre de 2015 |
| 16.04   | Vivid Xenial LTS     | 21 de abril de 2016   |
| 16.10   | Yakkety Yak          | 14 de octubre de 2016 |
| 17.04   | Zesty Zapus          | 13 de abril de 2017   |
| 17.10   | Artful Aardvark      | 19 de octubre de 2017 |
| 18.04   | Bionic Beaver LTS    | 26 de abril de 2018   |
| 18.10   | Cosmic Cuttlefish    | 18 de octubre de 2018 |
| 19.04   | Disco Dingo          | 18 de abril de 2019   |
| 19.10   | Eoan Ermine          | 17 de octubre de 2019 |
| 20.04   | Focal Fossa LTS      | 23 de abril de 2020   |
| 20.10   | Groovy Gorilla       | 22 de octubre de 2020 |
| 21.04   | Hirsute Hippo        | 22 de abril de 2021   |
| 21.10   | Impish Indri         | 14 de octubre de 2021 |
| 22.04   | Jammy Jellyfish LTS  | 21 de abril de 2022   |

## Paquetes[3]

### Audio
- Ardour
- Audacity
- Hydrogen
- JACK Audio Connection Kit
- JAMin
- LilyPond
- Mixxx
- MusE
- Rosegarden
- TiMidity++
- Wired

### Vídeo
- CinePaint
- OpenShot
- Kino
- Stopmotion
- VLC media player

### Gráficos
- Agave
- Blender
- Darktable
- Enblend
- FontForge
- GIMP
- Inkscape
- MyPaint
- Scribus
- Shotwell
- Synfig